# Dendrobium indivisum
Dendrobium indivisum är en orkidéart som först beskrevs av Carl Ludwig von Blume, och fick sitt nu gällande namn av Friedrich Anton Wilhelm Miquel. Dendrobium indivisum ingår i släktet Dendrobium, och familjen orkidéer.

## Underarter
Arten delas in i följande underarter:
- D. i. indivisum
- D. i. lampangense
- D. i. pallidum